# Danick Martel
Danick Martel (né le 12 décembre 1994 à Drummondville dans la province de Québec au Canada) est un joueur professionnel canadien de hockey sur glace.

## Biographie
Lors de la saison 2014-2015, Martel atteint de nouveaux sommets avec l'Armada de Blainville-Boisbriand en récoltant un total de 102 points (48 buts et 54 passes). À la fin de la saison 2014-2015, il est nommé sur la première équipe d'étoiles de la LHJMQ et reçoit le trophée du joueur humanitaire de l'année dans la LCH.
Le 10 mars 2015, il paraphe un contrat d'entrée de 3 ans avec les Flyers de Philadelphie en tant que joueur non repêché. Le 11 avril, il obtient un essai amateur avec les Phantoms de Lehigh Valley, le club-école des Flyers dans la LAH.
En 2017-18, il entame sa 4e saison avec les Phantoms et mène la LAH avec un total de 14 buts en 17 matchs avant son premier rappel par les Flyers, le 22 novembre 2017. Il dispute son premier match en carrière dans la LNH, le soir même, face aux Islanders de New York. Il prend part aux 3 matchs suivants avant de retourner à Lehigh Valley. En janvier 2018, il est choisi pour participer aux matchs des étoiles de la Ligue américaine, mais est remplacé par Oskar Lindblom en raison d'une blessure. 
Le 22 septembre 2018, il est réclamé au ballottage par le Lightning de Tampa Bay.
Le 20 février 2020, il est échangé aux Panthers de la Floride en retour de l'attaquant Anthony Greco.

## Statistiques
| Saison    | Équipe                          | Ligue  |    | Saison régulière | Saison régulière | Saison régulière | Saison régulière | Saison régulière |   | Séries éliminatoires | Séries éliminatoires | Séries éliminatoires | Séries éliminatoires | Séries éliminatoires |
| Saison    | Équipe                          | Ligue  | PJ | B                | A                | Pts              | Pun              | PJ               | B | A                    | Pts                  | Pun                  |                      |                      |
| 2011-2012 | Armada de Blainville-Boisbriand | LHJMQ  | 1  | 0                | 0                | 0                | 0                | -                | - | -                    | -                    | -                    |                      |                      |
| 2012-2013 | Armada de Blainville-Boisbriand | LHJMQ  | 68 | 19               | 22               | 41               | 50               | 15               | 3 | 4                    | 7                    | 16                   |                      |                      |
| 2013-2014 | Armada de Blainville-Boisbriand | LHJMQ  | 63 | 32               | 28               | 60               | 42               | 11               | 8 | 1                    | 9                    | 8                    |                      |                      |
| 2014-2015 | Armada de Blainville-Boisbriand | LHJMQ  | 64 | 48               | 54               | 102              | 85               | 6                | 4 | 3                    | 7                    | 8                    |                      |                      |
| 2014-2015 | Phantoms de Lehigh Valley       | LAH    | 5  | 1                | 2                | 3                | 4                | -                | - | -                    | -                    | -                    |                      |                      |
| 2015-2016 | Phantoms de Lehigh Valley       | LAH    | 67 | 22               | 15               | 37               | 68               | -                | - | -                    | -                    | -                    |                      |                      |
| 2016-2017 | Phantoms de Lehigh Valley       | LAH    | 68 | 20               | 20               | 40               | 67               | 5                | 1 | 0                    | 1                    | 4                    |                      |                      |
| 2017-2018 | Phantoms de Lehigh Valley       | LAH    | 59 | 25               | 15               | 40               | 50               | 13               | 4 | 4                    | 8                    | 22                   |                      |                      |
| 2017-2018 | Flyers de Philadelphie          | LNH    | 4  | 0                | 0                | 0                | 0                | -                | - | -                    | -                    | -                    |                      |                      |
| 2018-2019 | Lightning de Tampa Bay          | LNH    | 9  | 0                | 2                | 2                | 8                | -                | - | -                    | -                    | -                    |                      |                      |
| 2018-2019 | Crunch de Syracuse              | LAH    | 4  | 0                | 1                | 1                | 6                | -                | - | -                    | -                    | -                    |                      |                      |
| 2019-2020 | Crunch de Syracuse              | LAH    | 52 | 16               | 14               | 30               | 42               | -                | - | -                    | -                    | -                    |                      |                      |
| 2019-2020 | Thunderbirds de Springfield     | LAH    | 8  | 4                | 5                | 9                | 17               | -                | - | -                    | -                    | -                    |                      |                      |
| 2020-2021 | Devils de Binghamton            | LAH    | 24 | 6                | 8                | 14               | 44               | -                | - | -                    | -                    | -                    |                      |                      |
| 2021-2022 | Rocket de Laval                 | LAH    | 70 | 17               | 16               | 33               | 82               | 15               | 9 | 6                    | 15                   | 44                   |                      |                      |
| 2022-2023 | Rocket de Laval                 | LAH    | 26 | 4                | 8                | 12               | 15               | 1                | 0 | 0                    | 0                    | 0                    |                      |                      |
| 2023-2024 | HPK                             | Liiga  | 39 | 15               | 8                | 23               | 66               | -                | - | -                    | -                    | -                    |                      |                      |
| 2023-2024 | Örebro HK                       | SHL    | 12 | 0                | 2                | 2                | 2                | 3                | 1 | 0                    | 1                    | 4                    |                      |                      |
| Totaux    | Totaux                          | Totaux | 13 | 0                | 2                | 2                | 8                | -                | - | -                    | -                    | -                    |                      |                      |